# Bhitauli
Bhitauli fou un antic zamindari a les Províncies Unides, una de les parganes tributàries d'Oudh, situada entre els rius Kauriala i Chauka. Tenia una superfície de 160 km² i una població de 22.839 habitants el 1881. La capital era Bhitauli a la vora del riu Sai amb 4453 habitants el 1881, suposadament fundada vers 1300 per dos kayashts.
La pargana fou confiscada el 1858 a causa del fet que el seu feudatari s'havia unit als amortinats del 1857, i fou cedida al maharajà de Kapurthala que la va posseir fins al 1948.